# Cyron Melville

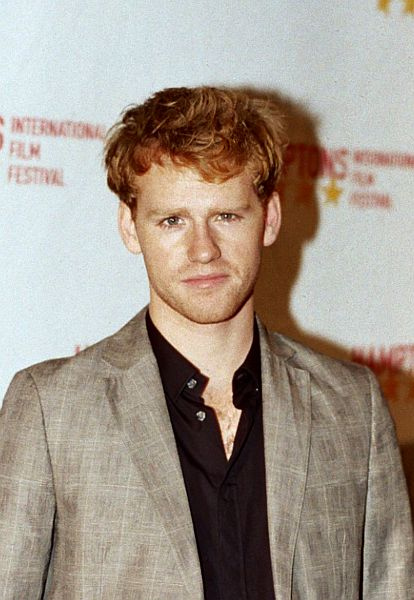
Cyron Melville (Oktober 2009)

Cyron Bjørn Melville (* 1. Juli 1984 auf Djursland) ist ein dänischer Filmschauspieler und Musiker.

## Leben
Cyron Melville ist der Sohn des schottischen Musikers Johnny Melville und der Dänin Elizabeth Bjørn Nielsen. Er wuchs auf Djursland auf und besuchte die Pflichtschulen in Grenaa. Seine erste Filmrolle bekam Melville 1995, im Alter von elf Jahren, im Filmdrama Menneskedyret unter der Regie von Carsten Rudolf. Nach weiteren kleineren Filmrollen folgte 2005 Melvilles Durchbruch in der Miniserie Jul i Valhal, in der er Balder, den Sohn von Göttervater Odin, verkörperte.
Die Hauptrolle des Daniel in Morten Gieses Thriller Wahnsinnig verliebt brachte ihm mehrere Nominierungen für Filmpreise ein, darunter für den Bodil und den Robert. Im Drama Die Königin und der Leibarzt übernahm Melville 2012 die Rolle des Enevold von Brandt. 2013 war Melville als Kardinal Alessandro Farnese, der spätere Papst Paul III., in der Fernsehserie Die Borgias zu sehen.
Neben seiner schauspielerischen Karriere verfolgte Melville auch eine Karriere als Schlagzeuger; so war er vier Jahre in der Band der Musikerin Aura Dione aktiv. In Diones Musikvideo In Love With The World aus dem Jahr 2012 wirkte er als Darsteller mit.
Cyron Melville spricht neben seiner Muttersprache Dänisch auch fließend Schwedisch, Englisch und Deutsch.

## Filmografie
- 1995: Menneskedyret
- 1995: Hallo, det er jul! (Fernsehserie, 24 Episoden)
- 2000: No Man’s Land
- 2003: 2 ryk og en aflevering
- 2005: Jul i Valhal (Fernsehserie, 4 Episoden)
- 2006: Råzone
- 2006: Supervoksen
- 2007: Kommissarin Lund – Das Verbrechen (Forbrydelsen, Fernsehserie, 6 Episoden)
- 2007: Fightgirl Ayşe (Fighter)
- 2008: Sommer (Fernsehserie, 4 Episoden)
- 2009: Timetrip – Der Fluch der Wikinger-Hexe (Vølvens forbandelse)
- 2009: Wahnsinnig verliebt (Vanvittig Forelsket)
- 2012: Die Königin und der Leibarzt (En kongelig affære)
- 2012: You & Me Forever
- 2013: Die Borgias (The Borgias, Fernsehserie, 5 Episoden)
- 2013: Nymphomaniac
- 2014: Lev stærkt
- 2015: Sommer '92 (Sommeren '92)
- 2016: Badehotellet (Fernsehserie, 1 Episode)
- 2016: Der kleine Wichtel kehrt zurück (Familien Jul - I nissernes land)
- 2017: Hamlet på Kronborg (Fernsehfilm)
- 2018: The Guardian Angel
- 2018: Die Wege des Herrn (Herrens veje, Fernsehserie, 3 Episoden)
- 2019: Espen und die Legende vom goldenen Schloss (Askeladden – I Soria Moria slott)
- 2019: Oda Omvendt (Fernsehserie, 2 Episoden)
- 2020: De forbandede år
- 2021: Limboland (Fernsehserie, 5 Episoden)
- 2021: As in Heaven (Du som er i himlen)
- 2022: Made in Oslo (Fernsehserie, 2 Episoden)
- 2022: Dopamin (Fernsehserie, 4 Episoden)
- 2022: Geister (Riget, Fernsehserie, 1 Episode)
- 2022: Etterglød (Fernsehserie, 4 Episoden)
- 2022: The Dreamer: Becoming Karen Blixen (Drømmeren, Fernsehserie, 1 Episode)
- 2022: Elsker dig for tiden
- 2024: Den som dræber – Fanget af mørket (Fernsehserie, 8 Episoden)

## Auszeichnungen
- 2008: Nominierung für den Bodil als Bester Nebendarsteller für seine Rolle in Fightgirl Ayşe
- 2009: Internationale Filmfestspiele Berlin 2009 – Auszeichnung als Shooting Star
- 2010: Nominierung für den Bodil als Bester Hauptdarsteller für seine Rolle in Wahnsinnig verliebt
- 2010: Nominierung für den Robert als Bester Hauptdarsteller für seine Rolle in Wahnsinnig verliebt